# Fuelles de Neptuno
Fuelles de Neptuno (del inglés Neptune's Bellows) es un estrecho ubicado en el lado sureste de la isla Decepción, en las islas Shetland del Sur, que forma la entrada a Puerto Foster.

## Geografía

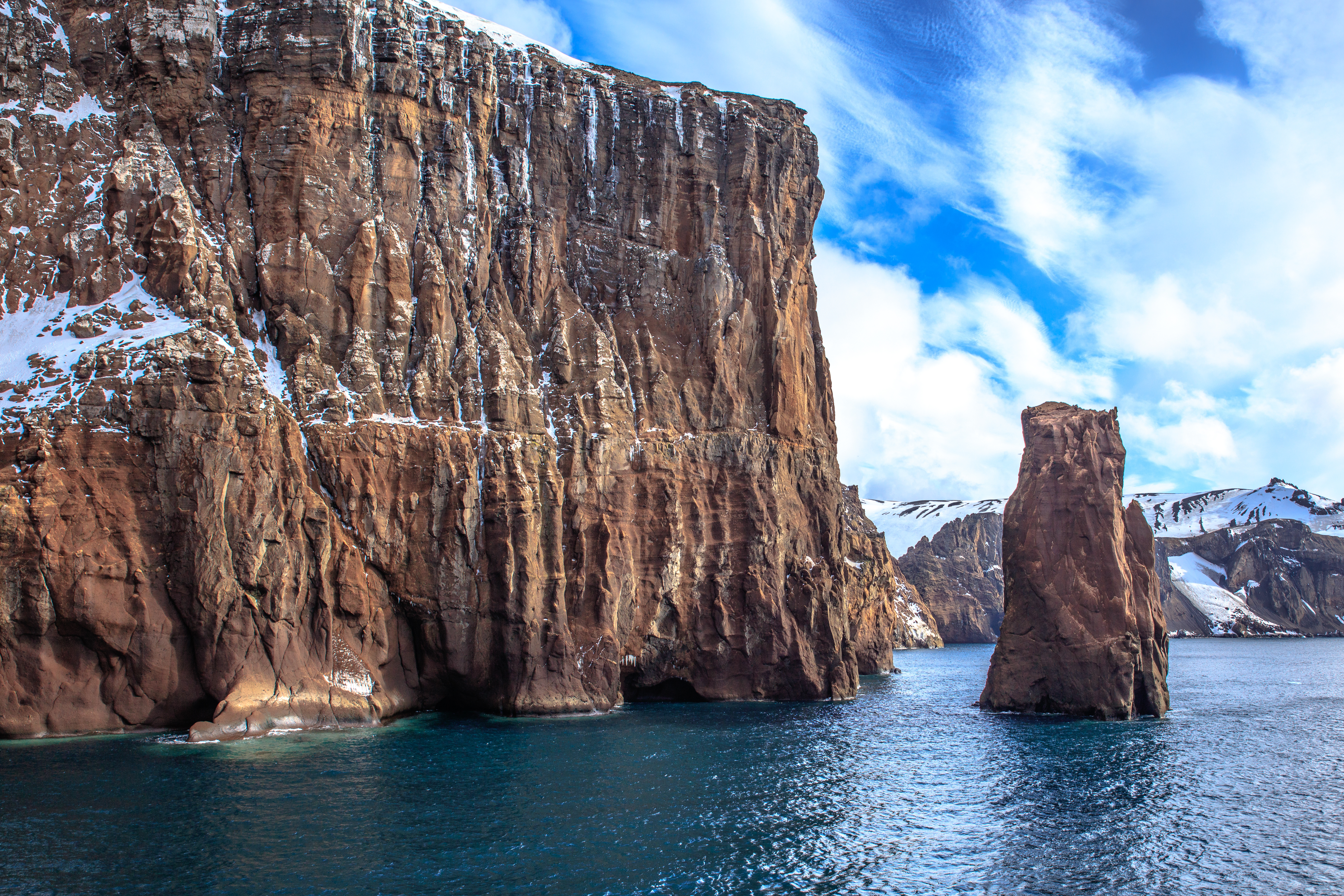
Costas acantiladas del estrecho.

Es un paso estrecho que mide unos 550 metros de ancho, siendo obstruido por bajos fondos y por la roca Ravn situada en su medianía. Su costa norte con acantilados escarpados se alza en forma de pared vertical hasta una altura que varía entre los 90 y 140 metros.
En su costa sur se encuentran las puntas Collins (o Fontana) y Entrada (o Caupolicán), mientras que en su costa norte se encuentran las puntas Fildes (o Balcarce), Penfold (o Baja) y Sudeste (o Sur Este). Entre esta última y la punta Fildes se encuentran los peñascos Cathedral, que están libres de hielo. Un desmoronamiento de los mismos, conforma la Ventana de Neptuno (o Ventana del Chileno). Al oeste de ambos sitios se encuentra la caleta Balleneros, sitio histórico protegido por el Sistema del Tratado Antártico.

## Historia y toponimia

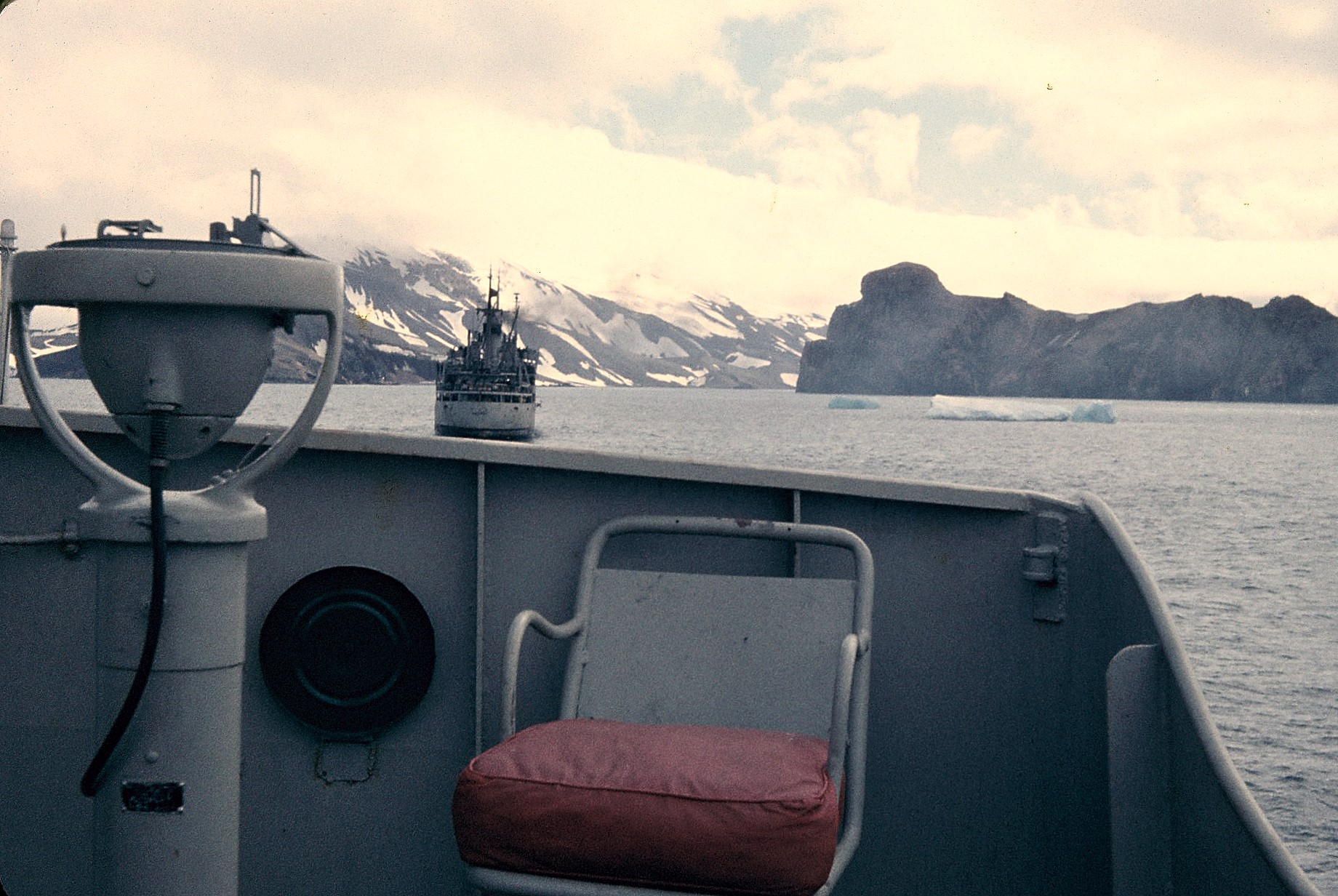
Angamos y Lientur, buques chilenos, recalando hacia la isla Decepción, tomando los Fuelles de Neptuno, en 1947.

El nombre, tomado del dios del mar romano Neptuno, fue elegido por cazadores de ballenas estadounidenses antes de 1822 debido a las fuertes ráfagas experimentadas en este canal.
También recibió el nombre de Dragons Mouth, por el buque ballenero Dragon (al mando del capitán A. McFarlane), de Liverpool, que visitó las islas Shetland del Sur, entre 1820 y 1821. La Cuarta Expedición Antártica Francesa de 1908-1910, al mando de Jean-Baptiste Charcot, la renombró como Passe du Challenger, posiblemente por la corbeta HMS Challenger de la Expedición Challenger realizada por el Reino Unido entre 1872 y 1876.
Hay una baliza cercana a la punta Collins, administrada por la Armada de Chile, como así también un antiguo faro derrumbado que aparece con el nombre "Fontana" en cartas náuticas argentinas. En una playa al oeste de la punta Entrada se encuentra la popa del buque ballenero Southern Hunter, perteneciente a la empresa británica Christian Salvesen, hundido en 1956.

## Zona Antártica Especialmente Administrada
El sector oeste del estrecho, delimitado por los peñascos Cathedral y la punta Entrada, forma parte de la Zona Antártica Especialmente Administrada (ZAEA-4) "Isla Decepción", a propuesta de Argentina, Chile, Noruega, España, el Reino Unido, y Estados Unidos. El Sistema del Tratado Antártico solicita a los barcos que se dirigen a la isla a notificar la hora y la dirección por las que atravesarán el estrecho.

## Reclamaciones territoriales
Argentina incluye al estrecho en el departamento Antártida Argentina dentro de la provincia de Tierra del Fuego, Antártida e Islas del Atlántico Sur; para Chile forma parte de la comuna Antártica de la provincia Antártica Chilena dentro de la Región de Magallanes y de la Antártica Chilena; y para el Reino Unido integra el Territorio Antártico Británico. Las tres reclamaciones están sujetas a las disposiciones del Tratado Antártico.
Nomenclatura de los países reclamantes: 
- Argentina: pasaje Fuelles de Neptuno[10][11][12]
- Chile: paso Fuelles de Neptuno[2]
- Reino Unido: Neptune's Bellows[7]

## Galería

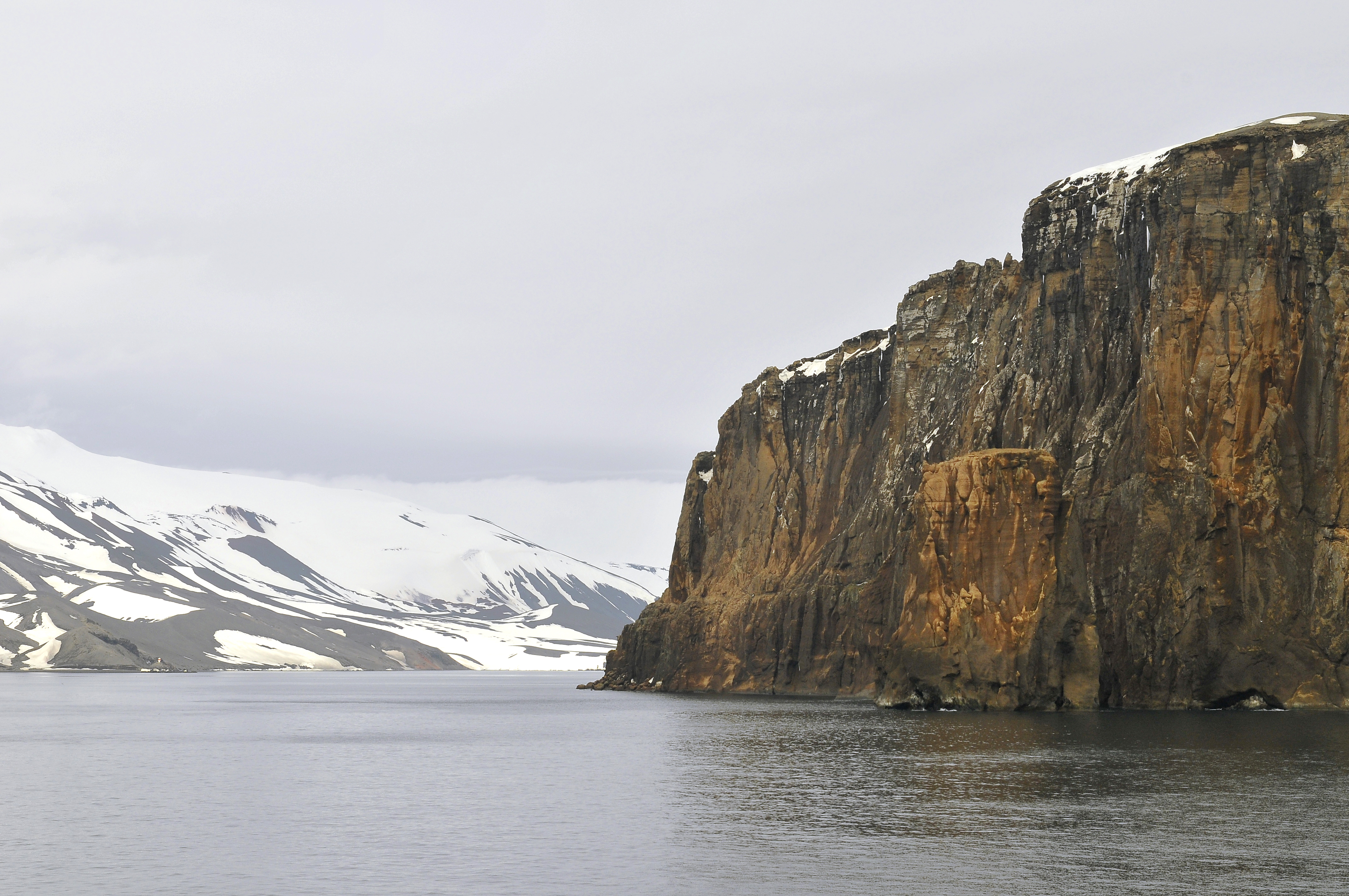
Vista.
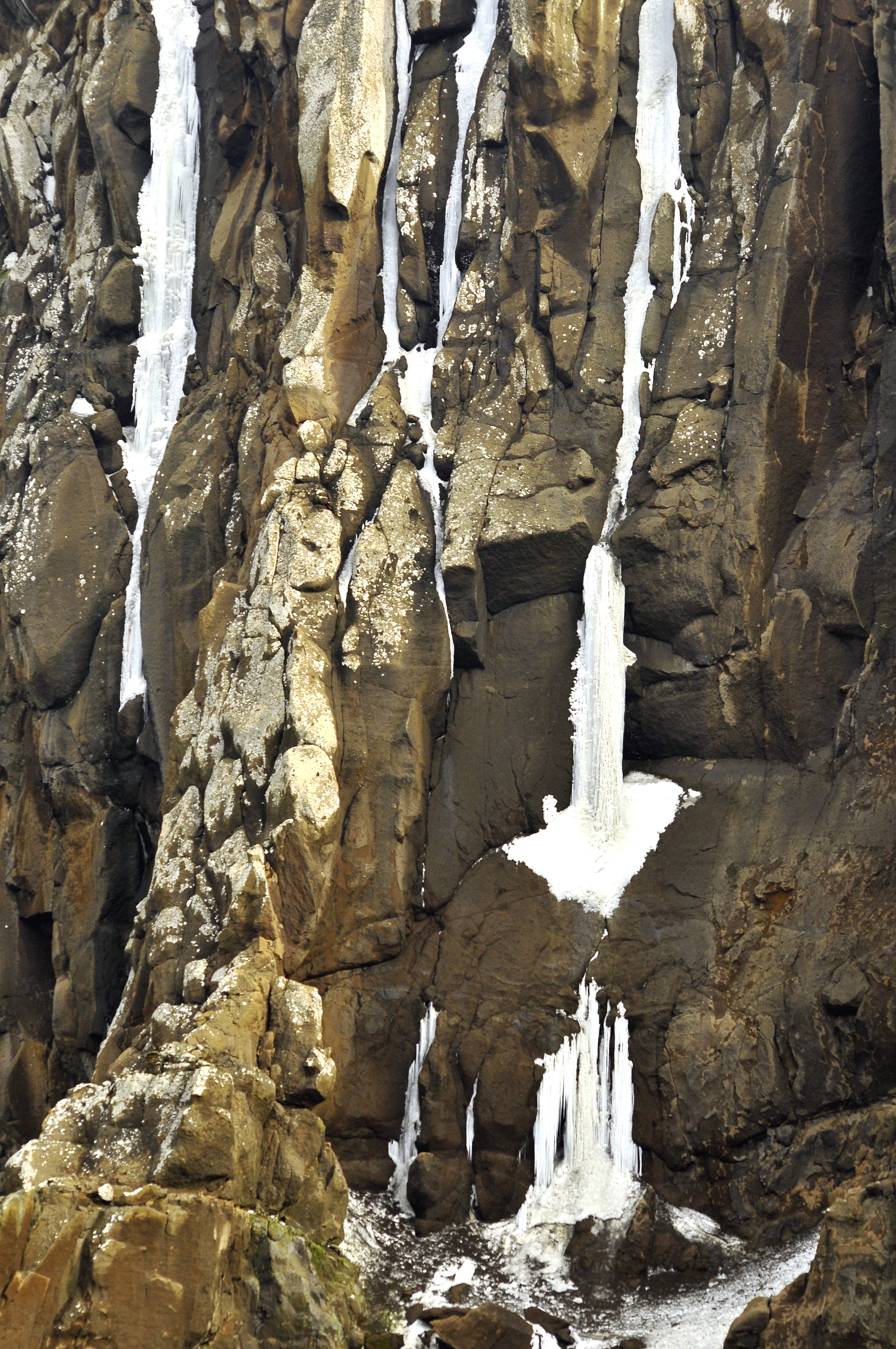
Detalle de carámbanos en la pared de los Fuelles de Neptuno.
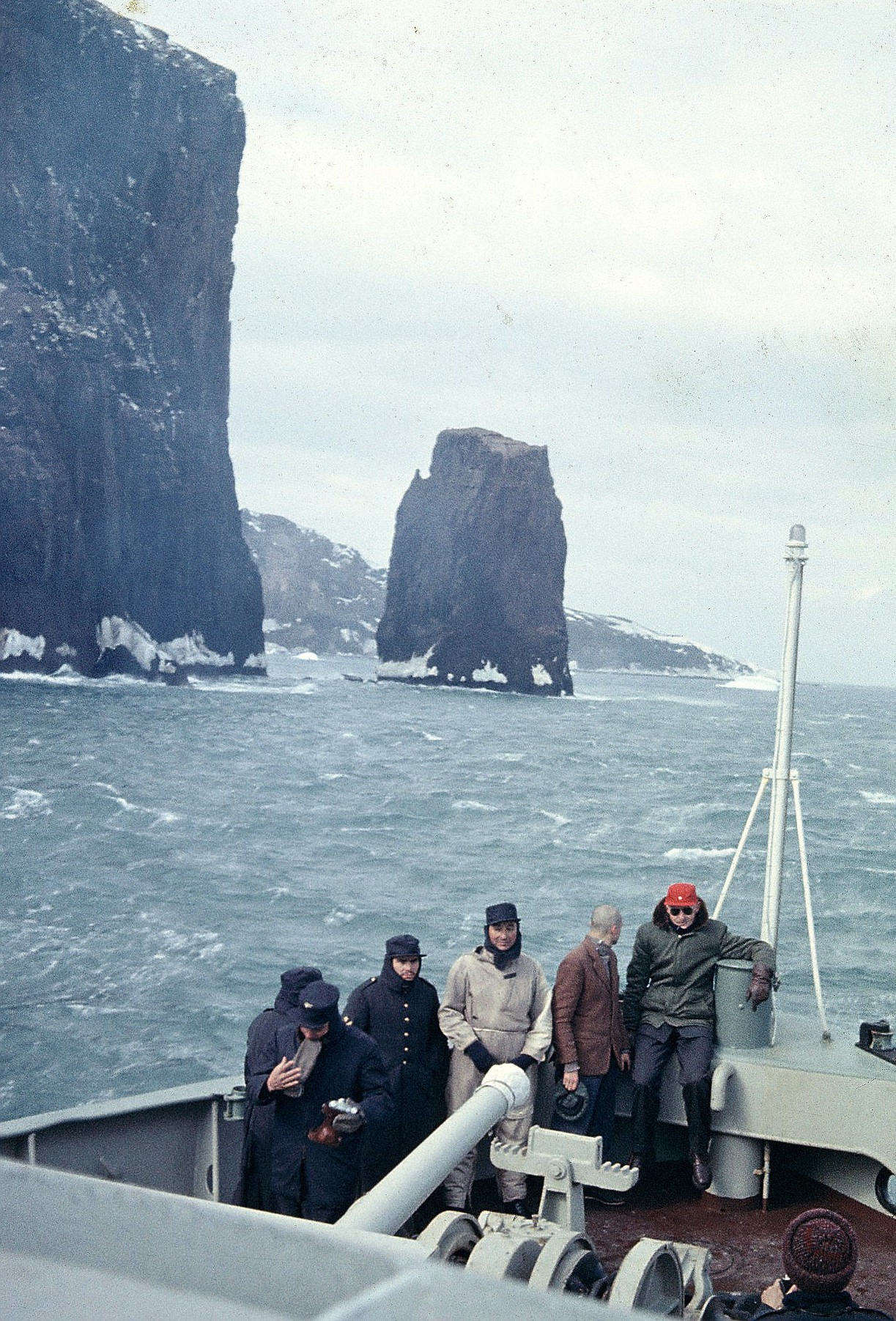
Embarcación chilena en el lugar, en 1957.